# 李隆俊
李 隆俊（イ・ヨンジュン、이용준、咸豊8年10月17日（1858年11月22日） - 咸豊9年4月23日（1859年5月25日））は、李氏朝鮮の王世子、第25代国王哲宗に唯一の嫡長子。生まれてすぐに元子（ウォンジャ）に冊封されたが、6ヶ月後にわからない理由で突然死亡した。諡号は未詳である。

## 生涯
咸豊8年10月17日午後申時昌徳宮大造殿で王妃哲仁王后金氏との唯一の嫡子として生まれた。生まれてすぐ、彼は手続きを経ずに元子に冊封された。彼の父王哲宗は、彼の所に直接ドア扁額を直筆でソジュギた。彼が生まれた4年前に父王哲宗の側室貴人朴氏から異母兄の王子が生まれたが、生まれてすぐに死亡した。11月21日に彼（異母兄）の胎を埋める場所を選んだ後、11月22日江原道原州郡酒泉面（現、寧越郡酒泉面）の野山に亡骸を埋めた。
1859年1月27日哲宗は臣下たちに王命を下し、元子の名を作るようにした。そして洪福長祿、胤重、隆俊などが挙げなると哲宗は、このうち隆俊を、彼の名前で選択した。 咸豊9年4月23日辰時同宮殿で突然死亡した。何らかの理由で死亡したのかは知ることができない。同4月24日哲宗は元子喪を宣言した。3年賞終えたが喪明け後の葬儀や埋葬地、諡号の記録は未詳である。

## 家族関係
- 父：哲宗（1831年 - 1864年）
- 母：哲仁王后金氏（1837年 - 1878年）